# Oddajnik Domžale
Oddajnik Domžale je opuščen srednjevalovni radijski oddajnik Radiotelevizije Slovenija v Domžalah. Oddajal je prvi program radia Slovenija na frekvenci 918 kHz.

## Zgodovina
Prvi srednjevalovni oddajnik so v Spodnjih Domžalah postavili v letih 1927–1928. Ta oddajnik je uporabljal petžično T-anteno, ki je bila razpeta med 100 metrov visokima jeklenima jamboroma. Prvotno oddajno moč 2,5 kW so sčasoma dvignili prek 100 kW. Uničen je bil ob nemškem napadu na Jugoslavijo aprila 1941.
Po drugi svetovni vojni so na ruševinah starega oddajnika postavili novega z izhodno močjo 135 kW, ki je na frekvenci 917 kHz pričel delovati aprila 1951. Imel je 60 metrov visok cevni antenski jambor, ki so ga kmalu zatem zamenjali s 135 metrov visokim predalčnim jamborom, leta 1965 pa so oddajno moč povečali na 200 kW. Na ženevski konferenci radijskih hiš leta 1975 mu je bila dodeljena frekvenca 918 kHz. V letih 1976–1979 so oddajnik nadgradili: nameščen je bil nov 600-kilovaten oddajnik, skupaj z njim pa še nova transformatorska postaja in današnji, 161 metrov visok jeklen cevni jambor.
Oddajnik je 2. julija 1991 napadla JLA med osamosvojitveno vojno, pri čemer je bil uničen 600-kilovatni modulacijski transformator in del antenskega sistema. Po napadu so uslužbenci oddajnega centra usposobili delujoči stari oddajnik, zato je bila prekinitev delovanja le nekaj več kot 40-minutna. Leta 1993 so poškodovani oddajnik zamenjali z novim, polprevodniškim, ameriškega podjetja Harris Corporation. Njegova največja oddajna moč je bila 300 kW, vendar so jo zadnja leta zaradi stroškov omejili.
Zaradi visokih obratovalnih stroškov, ki ob vse manjšem številu poslušalcev niso bili več upravičeni, so 4. septembra 2017 ob 12. uri oddajnik izklopili.